# Didymopsorella
Didymopsorella är ett släkte av svampar. Didymopsorella ingår i familjen Uropyxidaceae, ordningen Pucciniales, klassen Pucciniomycetes, divisionen basidiesvampar och riket svampar.
|                | Prospodium |
|                | |
|                | Sorataea |
|                | |
|                | Tranzschelia |
|                | |
|                | Dasyspora |
|                | |
|                | Uropyxis |
|                | |
|                | Ochropsora |
|                | |
|                | Porotenus |
|                | |
|                | Kimuromyces |
|                | |
|                | Mimema |
|                | |
|                | Phragmopyxis |
|                | |
|                | Dipyxis |
|                | |
| Didymopsorella | \| \| Didymopsorella lemanensis \| \| \| \| \| \| Didymopsorella macrospora \| \| \| \| \| \| Didymopsorella toddaliae \| \| \| \| |
|                | \| \| Didymopsorella lemanensis \| \| \| \| \| \| Didymopsorella macrospora \| \| \| \| \| \| Didymopsorella toddaliae \| \| \| \| |
|                | Leucotelium |
|                | |
|                | Poliomopsis |
|                | |
|                | Macruropyxis |
|                | |
|                | Didymopsorella lemanensis |
|                | |
|                | Didymopsorella macrospora |
|                | |
|                | Didymopsorella toddaliae |
|                | |

|  | Didymopsorella lemanensis |
|  |                           |
|  | Didymopsorella macrospora |
|  |                           |
|  | Didymopsorella toddaliae  |
|  |                           |